# Småblommig trollhassel
Småblommig trollhassel, Hamamelis vernalis är en trollhasselart som beskrevs av Charles Sprague Sargent. Hamamelis vernalis ingår i släktet trollhasslar, och familjen trollhasselfamiljen. Inga underarter finns listade i Catalogue of Life.

## Bildgalleri

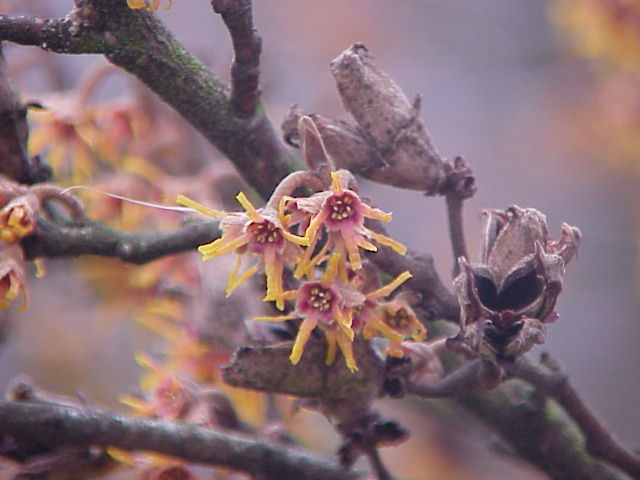